# Edmundo Pallemaerts
Edmundo Pallemaerts, né le 21 décembre 1867 à Malines (Belgique) et mort le 20 avril 1945 à Buenos Aires (Argentine), est un compositeur classique belge. 

## Biographie
Edmundo Pallemaerts effectue ses études musicales au Conservatoire royal de Bruxelles sous la direction des professeurs Maurice Kufferath et Arthur De Greef. En 1889, il déménage à Buenos Aires et il y fonde l'école de musique argentine en 1894. Parmi ses nombreux élèves figure notamment le compositeur et multi-instrumentiste Enrique Maro Casella (1891-1948). En plus de la musique pour piano et des œuvres pour orchestre (Symphony in D, Boerenkermis et Fantasia Argentina), il compose de la musique vocale sur des textes allemands, français et espagnols ; l'oratorio Boduognat (sur un texte allemand) et l'opéra Sangue fiamingo appartiennent à ses pièces les plus connues.
Edmundo Pallemaerts avait quatre filles qui furent d'excellentes pianistes.